# Луїс-Крік 4
Луїс-Крік 4 (англ. Louis Creek 4) — індіанська резервація в Канаді, у провінції Британська Колумбія, у межах регіонального округу Томпсон-Нікола.

## Населення
За даними перепису 2016 року, індіанська резервація нараховувала 10 осіб, показавши скорочення на 33,3%, порівняно з 2011-м роком. Середня густина населення становила 565 осіб/км².

## Клімат
Середня річна температура становить 6,6°C, середня максимальна – 23,1°C, а середня мінімальна – -14°C. Середня річна кількість опадів – 513 мм.
| Клімат поселення                              | Клімат поселення | Клімат поселення | Клімат поселення | Клімат поселення | Клімат поселення | Клімат поселення | Клімат поселення | Клімат поселення | Клімат поселення | Клімат поселення | Клімат поселення | Клімат поселення | Клімат поселення |
| Показник                                      | Січ.             | Лют.             | Бер.             | Квіт.            | Трав.            | Черв.            | Лип.             | Серп.            | Вер.             | Жовт.            | Лист.            | Груд.            |                  |
| Середній максимум, °C                         | 0,66             | 4,52             | 9,75             | 14,77            | 19,46            | 23,12            | 22,11            | 22,03            | 16,68            | 10,25            | 3,52             | −1,48            |                  |
| Середня температура, °C                       | −6,69            | −2,83            | 2,41             | 7,41             | 12,12            | 15,75            | 18,42            | 18,34            | 13,00            | 6,58             | −0,15            | −5,15            |                  |
| Середній мінімум, °C                          | −14,04           | −10,18           | −4,94            | 0,06             | 4,78             | 8,40             | 14,75            | 14,67            | 9,33             | 2,90             | −3,82            | −8,86            |                  |
| Норма опадів, мм                              | 46               | 28               | 28               | 30               | 45               | 56               | 50               | 44               | 36               | 40               | 55               | 55               |                  |
| Середньомісячна швидкість вітру, м/с          | 1.90             | 1.90             | 2.20             | 2.40             | 2.21             | 2.10             | 2.00             | 1.83             | 1.76             | 1.90             | 2.10             | 2.01             |                  |
| Середньомісячна сонячна радіація, кДж/м²·день | 3106             | 6320             | 11195            | 16259            | 19775            | 21356            | 22309            | 18990            | 13310            | 7476             | 3453             | 2413             |                  |
| --------------------------------------------- | ---------------- | ---------------- | ---------------- | ---------------- | ---------------- | ---------------- | ---------------- | ---------------- | ---------------- | ---------------- | ---------------- | ---------------- | ---------------- |
| Джерело:                                      |                  |                  |                  |                  |                  |                  |                  |                  |                  |                  |                  |                  |                  |